# Brabant-le-Roi
Brabant-le-Roi is een gemeente in het Franse departement Meuse (regio Grand Est) en telt 234 inwoners (1999). De plaats maakt deel uit van het arrondissement Bar-le-Duc.

## Geografie
De oppervlakte van Brabant-le-Roi bedraagt 11,0 km², de bevolkingsdichtheid is 21,3 inwoners per km².
De onderstaande kaart toont de ligging van Brabant-le-Roi met de belangrijkste infrastructuur en aangrenzende gemeenten.

## Demografie
Onderstaande figuur toont het verloop van het inwonertal (bron: INSEE-tellingen).